# Miguel Ángel López Velasco
Miguel Ángel López Velasco (1955 oder 1956 in Mexiko; † 20. Juni 2011 in Veracruz, Mexiko) war ein mexikanischer Journalist.

## Wirken
López Velasco, der unter dem Pseudonym „Milo Vela“ schrieb, war Kolumnist und stellvertretender Chefredakteur der Zeitung Notiver. In seiner Kolumne schrieb er vor allem über Politik und Verbrechen und kritisierte dabei Drogenkartelle und Regierungsbehörden gleichermaßen. Am 20. Juni 2011 überfiel ein bewaffnetes Kommando den 55-jährigen Journalisten in seinem Haus in Veracruz. Beim Attentat kamen zusammen mit López Velasco seine Frau, sein 21-jähriger Sohn und ein Pressefotograf ums Leben.